# Výletní restaurace Rudolfov
Výletní restaurace Rudolfov, původním názvem Rudolfův dvůr, se nachází na předměstí Jindřichova Hradce ve stejnojmenném okrese v Jihočeském kraji. Restauraci na pravém břehu Nežárky nechal postavit v roce 1862 podle projektu architekta Josefa Zítka majitel jindřichohradeckého panství hrabě Černín a pojmenoval ji podle svého syna Rudolfa. Výletní restaurace, zapsaná v Ústředním seznamu nemovitých kulturních památek ČR, bývala v dřívějších dobách oblíbeným cílem výletníků a rekreantů a také místem setkávání členů místních spolků. Proslula mimo jiné i tím, že spisovatel Karel Čapek zde během letní dovolené v roce 1923 dokončil svůj utopický román Krakatit.

## Historie
Výletní restaurace na okraji Jindřichova Hradce byla postavena v roce 1864 – v době, kdy jindřichohradecké panství patřilo hraběti Evženu Karlu Černínovi z Chudenic. Dalšími panstvími jindřichohradecké větve rodu Černínů ještě byly Chudenice, Krásný Dvůr a Petrohrad v oblasti západních Čech.

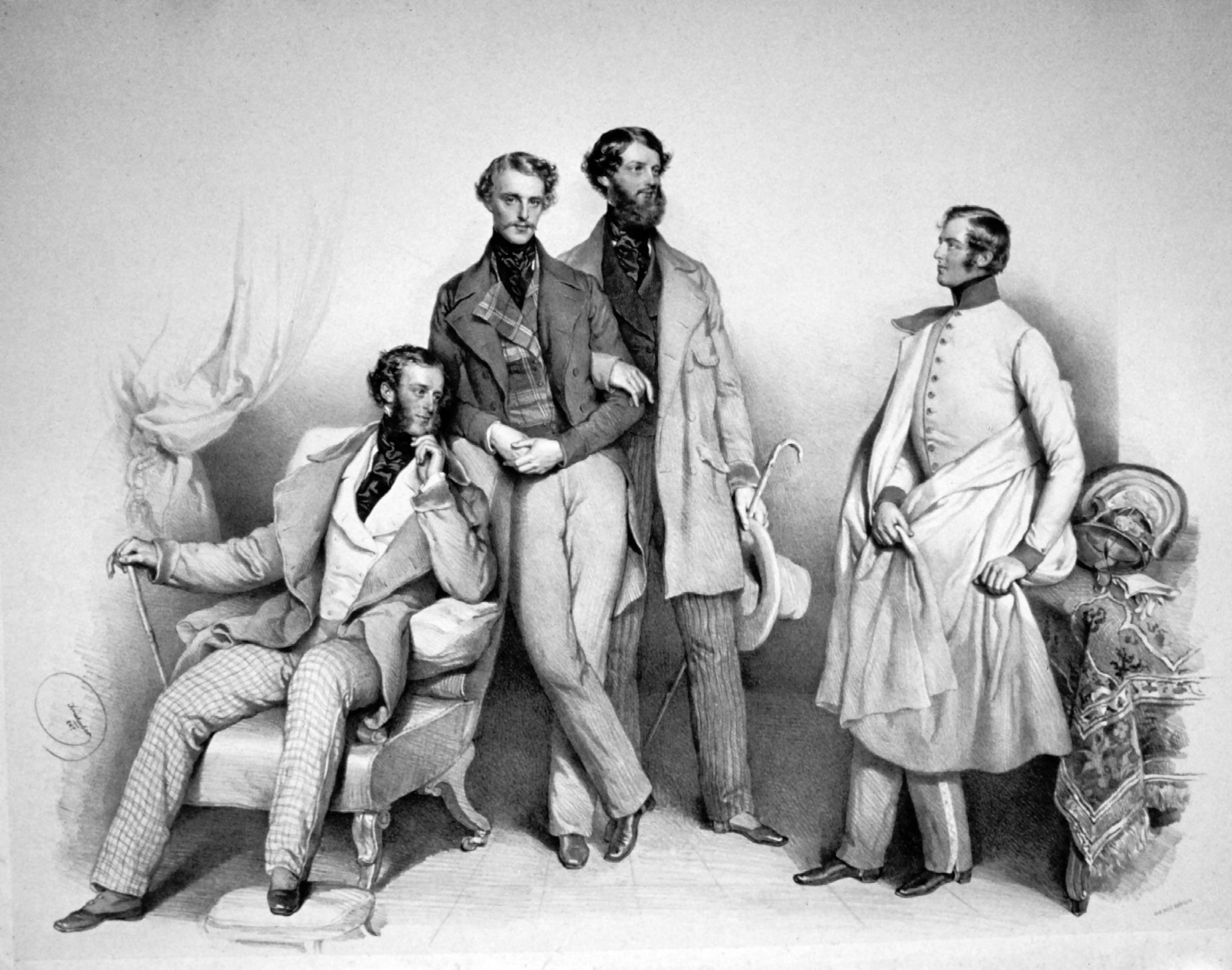
Čtyři synové hraběte Evžena Černína: zleva Jaromír, Rudolf, Heřman a Humbert (litografie z r. 1847)

Stavební plány výletní restaurace, pojmenované po jednom ze synů hraběte Evžena Černína Rudolfův dvůr, vypracoval mladý architekt Josef Zítek, který předtím absolvoval studijní pobyty v Itálii, Francii a v Německu. Jindřichohradecký Rudolfův dvůr byl první Zítkovou stavbou na území Čech. Josef Zítek pak následně v 60. letech 19. století realizoval další zakázky v Čechách i v Německu, mimo jiné přestavbu zámku Černínů v Petrohradě na Lounsku a výstavbu nového petrohradského pivovaru. Současně se v téže době zapojil do soutěže na přípravu výstavby pražského Národního divadla, v níž nakonec jeho návrh zvítězil.
Restaurace Rudolfov, postavená na břehu Nežárky nedaleko Lišného dvora na Nežáreckém předměstí Jindřichova Hradce, bývala oblíbeným výletním místem obyvatel Jindřichova Hradce. Restaurace se stala centrem společenského života, konaly se zde srazy Sokolů, slavnosti hradeckých řemeslnických cechů, studentské Majálesy a setkání místních baráčníků. Z města byla k výletní restauraci vybudovaná promenáda. V podkroví byly hostinské pokoje. V létě roku 1923 v nich bydlel Karel Čapek, který zde dokončil svůj román Krakatit. Podle dochovaných Čapkových dopisů předlohou skutečné hrdinky románu nebyla jeho budoucí manželka Olga Scheinpflugová, ale Věra Hrůzová, dcera brněnského univerzitního profesora, s níž se Karel Čapek nedávno předtím stýkal.

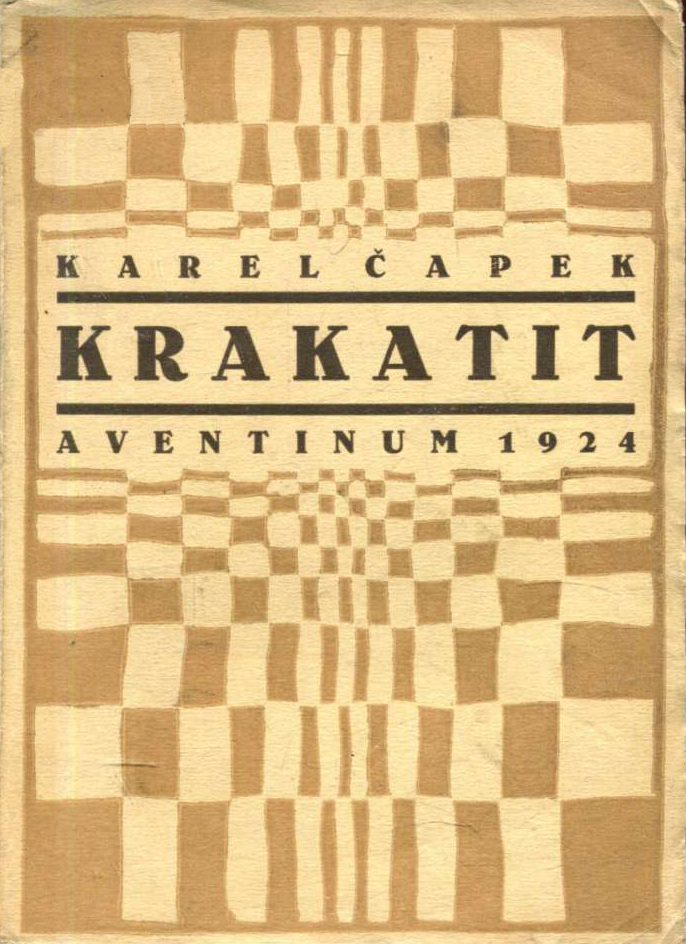
Josef Čapek: Obálka prvního vydání románu Krakatit

Černínové vlastnili jindřichohradecké panství až do roku 1945. Po válce restauraci napřed provozoval soukromník, po znárodnění v roce 1948 ji převzal národní podnik Restaurace a jídelny (zkráceně RaJ), který (kromě podniků, spravovaných spotřebním družstvem Jednota) od 50. let 20. století až do roku 1989 provozoval československá stravovací zařízení. Podnik RaJ stavby v areálu výletní restaurace Rudolfov neopravoval, až vše zchátralo natolik, že v roce 1985 musel být provoz restaurace ukončen. Po roce 1989 objekty v havarijním stavu zprvu získala soukromá firma, jejíž vlastník ale rovněž nijak nepřispěl k jejich záchraně. Situaci navíc komplikovaly spory kvůli restitučním nárokům Černínů.
Až v roce 2004 koupil za 300 000 Kč zchátralou a rozpadající se budovu Petr Chvojka, pedagog z Filosofické fakulty Jihočeské univerzity v Českých Budějovicích. Problémy však pokračovaly i nadále. Nový majitel, který původně chtěl opravit budovu do roku 2008, se snažil získat i příslušné pozemky, což se mu kvůli vleklým soudním a restitučním sporům s příslušníky rodu Černínů i s městem Jindřichovým Hradcem podařilo až v roce 2017. Celé řízení trvalo celých 13 let, do té doby majitel nesměl v areálu provádět žádné zásahy a vše se dále rozpadalo. Situaci komplikovaly i krádeže – byla zničena opravená střecha, zmizely okapy, okna i připravený materiál. Opravy se rozeběhly naplno až v roce 2020. Majitel přitom deklaroval svůj úmysl, že by chtěl zpřístupnit někdejší slavnou výletní restauraci v roce 2023 u příležitosti 100. výročí vzniku Čapkova Krakatitu. V listopadu 2023 byla restaurace znovu otevřena a kromě stravovacích služeb nabízí i služby ubytovací.

## Popis
Bývalá výletní restaurace se nachází poblíž soutoku Rudolfovského potoka a Nežárky, jejíž pravý břeh je od Rudolfova dvora vzdálený zhruba 100 metrů. Přibližně stejná vzdálenost dělí restauraci od hospodářského areálu Lišného dvora, který patřil k jindřichohradeckému panství Černínů. V 19. století byl součástí areálu Lišného dvora lihovar a od roku 1846 také tkalcovská škola, kterou zde zřídil hrabě Evžen Černín. V druhé polovině 20. století v Lišném dvoře sídlilo jednotné zemědělské družstvo.
Restaurace Rudolfův dvůr byla postavena z hrázděného zdiva na půdorysu ve tvaru „T“. Objekt byl přízemní, pouze představená štítová část objektu byla patrová. Ve štítové části byl vchod do budovy a nad římsou byla v patře čtyři okna. Další okno, zakončené obloukem, bylo ve vikýři v boční straně sedlové střechy. Podélná přízemní část měla kryté zápraží, jehož zastřešení bylo podepřeno čtyřmi vyřezávanými sloupky. Na opačné straně budovy se nacházela představená zasklená vstupní veranda. Součástí areálu restaurace býval také hrázděný altánek. Zatímco v dokumentaci Krajského střediska státní památkové péče a ochrany přírody v Českých Budějovicích, jejíž nejstarší datace je z roku 1963, je uváděn stav památkově chráněné budovy jako „dobrý“, o půl století později byla bývalá jindřichohradecká výletní restaurace řazena mezi ohrožené památky.